# Protestos em Lataquia em 1999
Protestos em Lataquia em 1999 (ou incidente de Lataquia em 1999)  foram violentos protestos e confrontos armados que eclodiram em Lataquia, na Síria, na sequência das eleições da Assembleia Popular de 1998. Os eventos violentos foram uma explosão de uma rixa de longa data entre Hafez al-Assad e seu irmão mais novo Rifaat al-Assad.  Duas pessoas foram mortas em troca de tiros de policiais sírios e dos partidários de Rifaat durante uma repressão polícial sobre o complexo portuário de Rifaat em Lataquia. De acordo com fontes da oposição, negadas pelo governo, os protestos deixaram centenas de mortos ou feridos. 